# Carlos Clerc
Carlos Clerc Martínez (ur. 21 lutego 1992 w Badalonie) – hiszpański piłkarz występujący na pozycji obrońcy w Levante UD.